# Echeveria
Echeveria is een geslacht van succulenten uit de vetplantenfamilie. De soorten komen voor in semi-aride gebieden in Centraal-Amerika, tussen Mexico en noordwestelijk Zuid-Amerika.

## Soorten
- Echeveria acutifolia
- Echeveria affinis
- Echeveria agavoides
- Echeveria alata
- Echeveria amoena
- Echeveria amphoralis
- Echeveria andina
- Echeveria angustifolia
- Echeveria atropurpurea
- Echeveria australis
- Echeveria cante
- Echeveria coccinea
- Echeveria colorata
- Echeveria derenbergii
- Echeveria deresina
- Echeveria elatior
- Echeveria elegans
- Echeveria halbingeri
- Echeveria hookerii
- Echeveria kirchneriana
- Echeveria lauii
- Echeveria leucotricha
- Echeveria lilacina
- Echeveria nodulosa
- Echeveria pallida
- Echeveria peacockii
- Echeveria potosina
- Echeveria prolifica
- Echeveria pulidonis
- Echeveria pulvinata
- Echeveria pumila
- Echeveria purpusorum
- Echeveria runyonii
- Echeveria sanchez-mejoradae
- Echeveria scheerii
- Echeveria sedoides
- Echeveria setosa
- Echeveria shaviana
- Echeveria strictiflora
- Echeveria subrigida
- Echeveria tundelii

Adromischus · Aeonium · Aichryson · Chiastophyllum · Cotyledon · Crassula · Diamorpha · Dudleya · Echeveria · Graptopetalum · Greenovia · Hylotelephium (Hemelsleutel) · Hypagophytum · Jovibarba · Kalanchoe (Kalanchoë) · Lenophyllum · Monanthes · Orostachys · Pachyphytum · Perrierosedum · Phedimus (Vlak vetkruid) · Pistorinia · Prometheum · Pseudosedum · Rhodiola · Rosularia · Sedum (Vetkruid) · Sempervivum (Huislook) · Thompsonella · Tylecodon · Umbilicus · Villadia